# Vyšší soudní úředník
Vyšší soudní úředník (něm. Rechtspfleger, doslova „ošetřovatel práva“) je administrativní pracovník soudu, který se podílí na jeho rozhodovací a jiné činnosti. Jeho obdobou u státního zastupitelství je vyšší úředník státního zastupitelství.

## Historie
Vyšší soudní úředníci mají svůj předobraz již v první republice, kdy u okresních soudů působili tzv. úředníci vyšší pomocné soudní služby. Mohli jimi být pověřeni ti z úředníků soudní kanceláře, kteří měli úplné středoškolské vzdělání, byli po tři roky v přípravné praxi u soudu a složili praktickou zkoušku ze všech oborů práva (aktuárskou zkoušku).
Mohli pak samostatně vyřizovat jednoduché dědické, exekuční a opatrovnické věci, mimo těch, které byly svěřeny přímo soudci (např. o prohlášení zletilosti, o zbavení svéprávnosti, o osvojení apod.). Bylo jim svěřeno i vydávání platebních rozkazů, potvrzování právní moci a vykonatelnosti rozhodnutí a vedení pozemkových knih. Proti rozhodnutí takových úředníků bylo možno podat námitky k soudci, soudce si také mohl vyhradit vyřizování věcí právně nebo skutkově složitých. Úředníci vyšší pomocné soudní služby působili až do konce roku 1950.

## Předpoklady a postavení vyššího soudního úředníka
Vyšším soudním úředníkem může být jen ten, kdo splňuje tyto předpoklady:
- státní občanství České republiky,
- bezúhonnost a
- úspěšné ukončení studia vyšších soudních úředníků na Justiční akademii v Kroměříži[6] (původně Justiční škole v Kroměříži) nebo vysokoškolské magisterské, ale i bakalářské vzdělání v oblasti práva.[7]

Postavení a pravomoci vyššího soudního úředníka, stejně jako studium vyšších soudních úředníků upravuje zákon o vyšších soudních úřednících a vyšších úřednících státního zastupitelství (č. 121/2008 Sb., původně č. 189/1994 Sb.), jeho plat je pak stanoven podle zákoníku práce a nařízení vlády o platových poměrech zaměstnanců ve veřejných službách a správě.

## Činnost vyššího soudního úředníka
Vyšší soudní úředník je oprávněn v občanském soudním řízení, v soudním řízení správním, v trestním řízení a v jiné činnosti soudu samostatně provádět jednotlivé soudní úkony a v jednodušších věcech samostatně rozhodovat. V občanském soudním řízení působí zejména v řízení o vydání platebního rozkazu, v pozůstalostním řízení, v řízení ve věcech péče soudu o nezletilé a opatrovnických věcech, v řízení o úschovách a o umoření listin, v řízení o nařízení exekuce a o výkonu rozhodnutí, v insolvenčním řízení a v řízení ve věcech obchodního rejstříku. Vyšší soudní úředník je navíc oprávněn vydávat úřední opisy, výpisy nebo potvrzení, provádět práce v oboru soudní statistiky a vyřizovat dotazy a připomínky veřejnosti, týkající se průběhu řízení v jednotlivých věcech.
V občanském soudním řízení a v soudním řízení správním naopak nemůže především rozhodovat o předběžném opatření, vést jednání ve věci samé, rozhodovat o ní formou rozsudku a provádět další úkony, které jsou výslovně svěřeny soudci. V trestním řízení pak nemůže provádět úkony soudce v přípravném řízení, vést jednání soudu v hlavním líčení, veřejném zasedání nebo neveřejném zasedání a vydávat trestní příkaz a další taxativně vyjmenované příkazy, které jsou výslovně svěřeny soudci.
Vyšší soudní úředník je vyloučen z provedení úkonu soudu z obdobných důvodů podjatosti, které jsou stanoveny u soudce. O tom, zda je v konkrétní věci vyloučen, rozhoduje soudce a proti jeho rozhodnutí není opravný prostředek přípustný. Pokud by se jednalo o věc právně nebo skutkově mimořádně složitou, může ji vyšší soudní úředník předložit soudci k rozhodnutí, stejně tak je soudce oprávněn mu ji z těchto důvodů odebrat. Proti rozhodnutí vyššího soudního úředníka lze v občanském soudním řízení podat odvolání za stejných podmínek jako proti rozhodnutí soudce. Toto odvolání se však nejdříve předloží soudci, který mu může zcela vyhovět. Takové rozhodnutí se pak považuje za rozhodnutí soudu prvního stupně a lze je znovu napadnout řádným odvoláním. Také v trestním řízení lze proti rozhodnutí vyššího soudního úředníka podat stížnost, které opět může soudce zcela vyhovět.

## Organizace
V roce 2012 jich v České republice působilo přes jeden tisíc. Dříve existovala „Unie vyšších soudních úředníků České republiky“, spolek (IČO 70834148) se sídlem u Okresního soudu v Kutné Hoře, jenž měl regionální sekce organizované podle jednotlivých krajských soudů. Tento spolek však byl v listopadu roku 2018 zrušen a dostal se do likvidace.
Na jeho činnost v současné době navazuje spolek „Unie VSÚ, z. s.“, jehož cílem je zvyšování úrovně a podpora postavení vyšších soudních úředníků v rámci systému justice a hájení a prosazování materiálních i nemateriálních zájmů vyšších soudních úředníků, souvisejících s jejich pracovní činností. Unie VSÚ se dne 29. 11. 2019 stala členem Evropské unie vyšších soudních úředníků (European Union of Rechtspfleger, ve zkratce E.U.R.). Unie VSÚ dále spolupracuje s CEPEJ (European Commission for the Efficiency of Justice,  Evropská komise pro účinnost soudnictví), taktéž s Odborovým svazem justice a s Justiční akademií v Kroměříži.